# 达拉斯 (南达科他州)
达拉斯（英語：Dallas），是美国南达科他州下属的一座城市。根据2010年美国人口普查，该市有人口118人。论人口在本州排行第221。